# Harry Potter i Komnata Tajemnic (film)
Harry Potter i Komnata Tajemnic (ang. Harry Potter and the Chamber of Secrets) – film fantasy, na podstawie książki Joanne K. Rowling Harry Potter i Komnata Tajemnic. Film został wyprodukowany w wytwórni Warner Bros. przez Heyday films ze współpracy z 1492 Pictures na zlecenie Warner Bros.
Serwis Rotten Tomatoes przyznał mu wynik 83%.

## Obsada
| Postać | Aktor                                          | Polski dubbing          |
| --- | ---------------------------------------------- | ----------------------- |
| Harry Potter | Daniel Radcliffe                               | Aleksander Gręziak      |
| Ron Weasley | Rupert Grint                                   | Marcin Łabno            |
| Hermiona Granger | Emma Watson                                    | Joanna Kudelska         |
| Draco Malfoy | Tom Felton                                     | Aleksander Czyż         |
| Gilderoy Lockhart | Kenneth Branagh                                | Marcin Perchuć          |
| Albus Dumbledore | Richard Harris                                 | Wojciech Duryasz        |
| Minerwa McGonagall | Maggie Smith                                   | Wiesława Mazurkiewicz   |
| Severus Snape | Alan Rickman                                   | Mariusz Benoit          |
| Rubeus Hagrid | Robbie Coltrane Martin Bayfield (młody Hagrid) | Marek Obertyn           |
| Artur Weasley | Mark Williams                                  | Leon Charewicz          |
| Molly Weasley | Julie Walters                                  | Joanna Jędryka          |
| Ginny Weasley | Bonnie Wright                                  | Julia Malska            |
| Vernon Dursley | Richard Griffiths                              | Kazimierz Wysota        |
| Petunia Dursley | Fiona Shaw                                     | Ewa Dałkowska           |
| Dudley Dursley | Harry Melling                                  | Mateusz Maksiak         |
| Lucjusz Malfoy | Jason Isaacs                                   | Artur Dziurman          |
| Tom Riddle | Christian Coulson                              | Mateusz Damięcki        |
| Korneliusz Knot | Robert Hardy                                   | Andrzej Balcerzak       |
| Zgredek | Toby Jones (głos)                              | Łukasz Lewandowski      |
| Fred Weasley | James Phelps                                   | Jakub Truszczyński      |
| George Weasley | Oliver Phelps                                  | Jakub Truszczyński      |
| Percy Weasley | Chris Rankin                                   | Kacper Kuszewski        |
| Neville Longbottom | Matthew Lewis                                  | Krzysztof Królak        |
| Seamus Finnigan | Devon Murray                                   | Michał Wanio            |
| Argus Filch | David Bradley                                  | Jacek Czyż              |
| Lee Jordan | Luke Youngblood                                | Jędrzej Łagodziński     |
| Pomona Sprout | Miriam Margolyes                               | Barbara Zielińska       |
| Prawie Bezgłowy Nick | John Cleese                                    | Wojciech Machnicki      |
| Vincent Crabbe | Jamie Waylett                                  | Jan Paszkowski          |
| Gregory Goyle | Joshua Herdman                                 | Piotr Uszyński          |
| Dean Thomas | Alfred Enoch                                   | Damian Walczak          |
| Colin Creevey | Hugh Mitchell                                  | Kacper Głódkowski       |
| Oliver Wood | Sean Biggerstaff                               | Piotr Borowski          |
| Justin Finch-Fletchley | Edward Randell                                 | Aleksander Stroganov    |
| Marcus Flint | Jamie Yeates                                   | Tomasz Robaczewski      |
| Angelina Johnson | Danielle Tabor                                 | –                       |
| Alicja Spinnet | Rochelle Douglas                               | –                       |
| Katie Bell | Emily Dale                                     | –                       |
| Filius Flitwick | Warwick Davis                                  | –                       |
| Poppy Pomfrey | Gemma Jones                                    | Elżbieta Gaertner       |
| Jęcząca Marta | Shirley Henderson                              | Małgorzata Puzio-Miękus |
| Tiara Przydziału | Leslie Phillips (głos)                         | Zygmunt Hobot           |
| Armando Dippet | Alfred Burke                                   | –                       |
| Aragog | Julian Glover (głos)                           | Marek Obertyn           |
| Bazyliszek | Jason Isaacs (głos)                            | Nieznany aktor          |
| Opracowanie i udźwiękowienie wersji polskiej: Studio Sonica Reżyseria: Krzysztof Kołbasiuk Tłumaczenie: Tomasz Mirkowicz Dialogi: Barbara Robaczewska Dźwięk: Jacek Osławski Montaż: Agnieszka Stankowska, Ilona Czech-Kłoczewska Organizacja produkcji: Beata Aleksandra Kawka, Elżbieta Kręciejewska W pozostałych rolach: Zofia Gładyszewska, Krystyna Rutkowska-Ulewicz, Hanna Chojnacka, Grażyna Syta, Sonia Szafrańska, Anna Wiśniewska, Agnieszka Malarz, Maciej Gąsiorek, Józef Mika, Jarosław Domin, Andrzej Gawroński, Roman Szafrański, Tomek Franaszek, Karol Abramczyk, Adam Pluciński, Filip Domagała, Marcin Fiorek i inni. |                                                |                         |

## Nagrody
Film otrzymał 3 nominacje do nagrody BAFTA w kategoriach Najlepsza Scenografia, Najlepsze Efekty Specjalne i Najlepszy Dźwięk. Poza tym otrzymał nominację do MTV Movie Awards w kategorii Najlepsza Rola Wizualna za postać Zgredka.